# 원종철
원종철(1978년 1월 31일 ~ )은 대한민국의 배우이다.

## 영화
- 1991년 신비의 용사 반달가면
- 1991년 우주의 용사 반달가면
- 1991년 위기의 용사 반달가면